# Neil Heywood
Pour les articles homonymes, voir Heywood.
Neil Heywood, né le 20 octobre 1970 à Kensington, et mort assassiné le 14 novembre 2011 à Chongqing, est un homme d'affaires britannique qui passa une partie de sa carrière en Chine. Il est associé à Bo Xilai, l'ancien secrétaire du comité du Parti communiste chinois en poste à Chongqing et membre du Bureau politique du Parti communiste chinois.

## Vie privée
Né en 1970, Heywood suit les cours de la Public School Harrow de 1984 à 1988 et obtient un diplôme en relations internationales de l'Université de Warwick.
Il passe plus de dix ans en Chine dont il parlait couramment la langue. Il se marie à Wang Lulu, une ressortissante chinoise de Dalian avec qui il a deux enfants, Olivia et Peter.

## Carrière
Heywood servit d'intermédiaire entre des sociétés occidentales et de puissantes figures politiques chinoises. Il dirigea une société, Heywood Boddington Associates, enregistrée au domicile de sa mère à Londres, qui prétendait être une société de conseil polyvalente se focalisant sur la représentation des intérêts des entreprises britanniques en république populaire de Chine.
Il développe des relations professionnelles avec Gu Kailai, une avocate, femme d'affaires et épouse de Bo Xilai. Gu Kailai et Bo Xilai sont tous deux les enfants de membres autrefois éminents du Parti Communiste Chinois. Heywood semble avoir joué le rôle de « bai shoutao » ou homme de main pour le compte de la famille Bo, conduisant des affaires pour leur compte, puisqu'en tant que famille éminente au sein du parti, il leur était difficile de s'impliquer dans des affaires financières.
Des hommes d'affaires se plaignirent du fait qu'une société étrangère souhaitant travailler à Chongqing soit contrainte de contacter la société d'avocat de Gu Kailai afin qu'elle agisse pour leur compte et obtienne les licences et permissions nécessaires. Il est admis que cette société d'avocat, Kailai Law (aujourd'hui Beijing Ang-Dao Law) ait pratiqué pour cela des honoraires exorbitants.
Heywood eut des clients tels qu'Aston Martin, Beijing et Rolls-Royce. Il fut recruté occasionnellement par Hakluyt & Company, une société de conseil cofondée par un ancien agent du MI6. Les rumeurs selon lesquelles Heywood aurait été employé en tant qu'agent par les services d’espionnage britanniques ont été niées par le ministre des Affaires étrangères William Hague (ce qui est inhabituel, le gouvernement britannique se refusant habituellement à faire des commentaires sur l'identité de ses agents).

## Assassinat
Neil Heywood est retrouvé mort dans sa chambre d'hôtel à Chongqing. Les rapports officiels initiaux (qui furent par la suite contestés) attribuèrent sa mort à une ivresse alcoolique. Les rapports de certains médias suggérèrent que l'ancien chef de la police sous l'ère de Bo Xilai, Wang Lijun, ait pu avoir des informations au sujet de la mort de Heywood. Le 6 février 2012, Wang Lijun prend la fuite en se rendant au consulat des États-Unis d’Amérique à Chengdu où il aurait prétendument affirmé à des diplomates américains que Heywood aurait été empoisonné et que la famille de Bo Xilai était impliquée dans des affaires de corruption. Cet événement précipita le limogeage de Bo Xilai deux semaines plus tard. Une nouvelle enquête des autorités chinoises fournit des preuves établissant que Heywood fut assassiné ainsi que la « très forte suspicion » pesant sur Gu Kailai, l'épouse de Bo Xilai, et de Zhang Xiaojun, un aide-soignant travaillant à leur domicile, selon l'expression de l'agence de presse Xinhua. Le 26 juillet 2012, Gu Kailai est inculpée pour le meurtre de Neil Heywood, et condamnée à mort le 20 août 2012, avec suspension de la peine.